# Объединённый комитет начальников штабов США и Великобритании

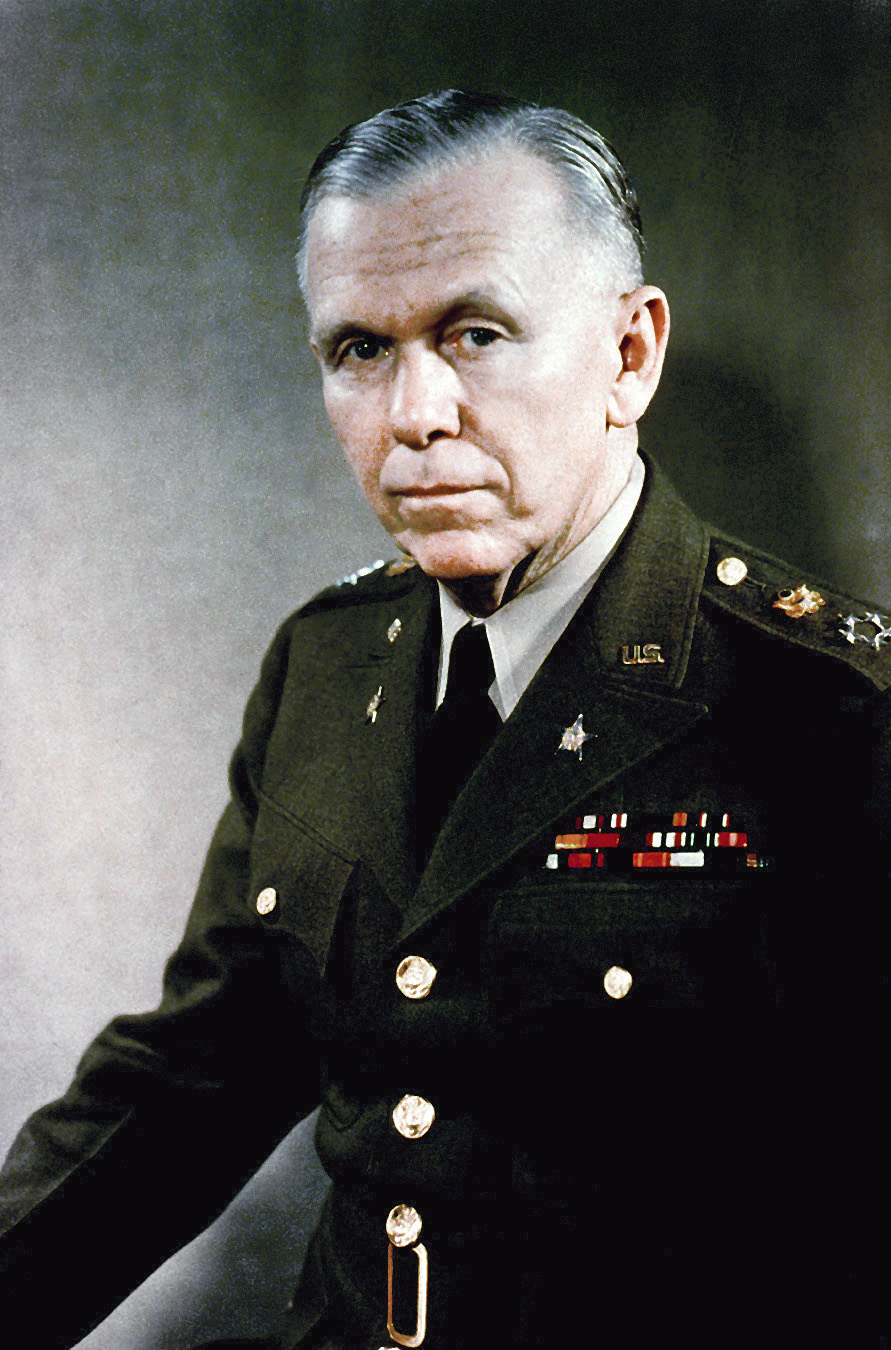
Джордж Маршалл — Начальник штаба армии США во время Второй мировой войны.

Объединённый комитет начальников штабов США и Великобритании (англ. Combined Chiefs of Staff) — высший орган военного командования западных союзников в ходе Второй мировой войны, создан весной 1942 года. Располагался в Вашингтоне, подчинялся одновременно двум главам союзных государств (США и Великобритании) и состоял из представителей британского Комитета Начальников штабов и Объединённого комитета начальников штабов Соединённых Штатов.
Сформированный в феврале 1942 года, после Первой Вашингтонской коференции, Объединённый комитет обычно проводил свои встречи в Вашингтоне. Так как высшие британские военные руководители не могли регулярно участвовать в заседаниях в Соединенных Штатах, в Вашингтоне была размещена Британская объединённая миссия, которая представляла интересы Великобритании. Объединённая миссия включала в себя фельдмаршала сэра Джона Дилла (который был заменён после его смерти фельдмаршалом сэром Генри Мейтлендом Вильсоном), и адмирала сэра Джеймса Сомервилла.
В полном составе Объединённый комитет начальников штабов США и Великобритании встречался только в ходе крупных военных конференций, например в Касабланке.
Возглавляли Объединённый комитет генерал Джордж К. Маршалл, начальник штаба Армии Соединённых Штатов, и генерал сэр Алан Брук (позже Виконт Аланбрук), руководитель Имперского Генерального штаба.
Хотя официально под командованием Объединённого комитета находились только британские и американские войска, на деле Объединённый комитет управлял силами многих других стран на большинстве театров военных действий, включая Тихий океан и Северную Африку. Можно сказать, что степень интеграции между военными различных наций, достигнутых Объединённым комитетом, никогда больше не достигалась в истории войны.